# Chivres-Val
Ne doit pas être confondu avec Chivres ou Chivres-en-Laonnois.
Chivres-Val est une commune française située dans le département de l'Aisne en région Hauts-de-France.

## Géographie
Chivres-Val, située à 10 km de Soissons, 25 de Laon et 48 de Reims, est un village dont le nom provient certainement de chèvres qui étaient élevées dans ce vallon. Il se répartit de part et d'autre du ru de Chibres, dans un vallon adjacent à la vallée de l'Aisne. Le village est entouré de bois qui grimpent jusqu'à la bordure du plateau où l'on retrouve des paysages de champs ouverts.

### Localisation

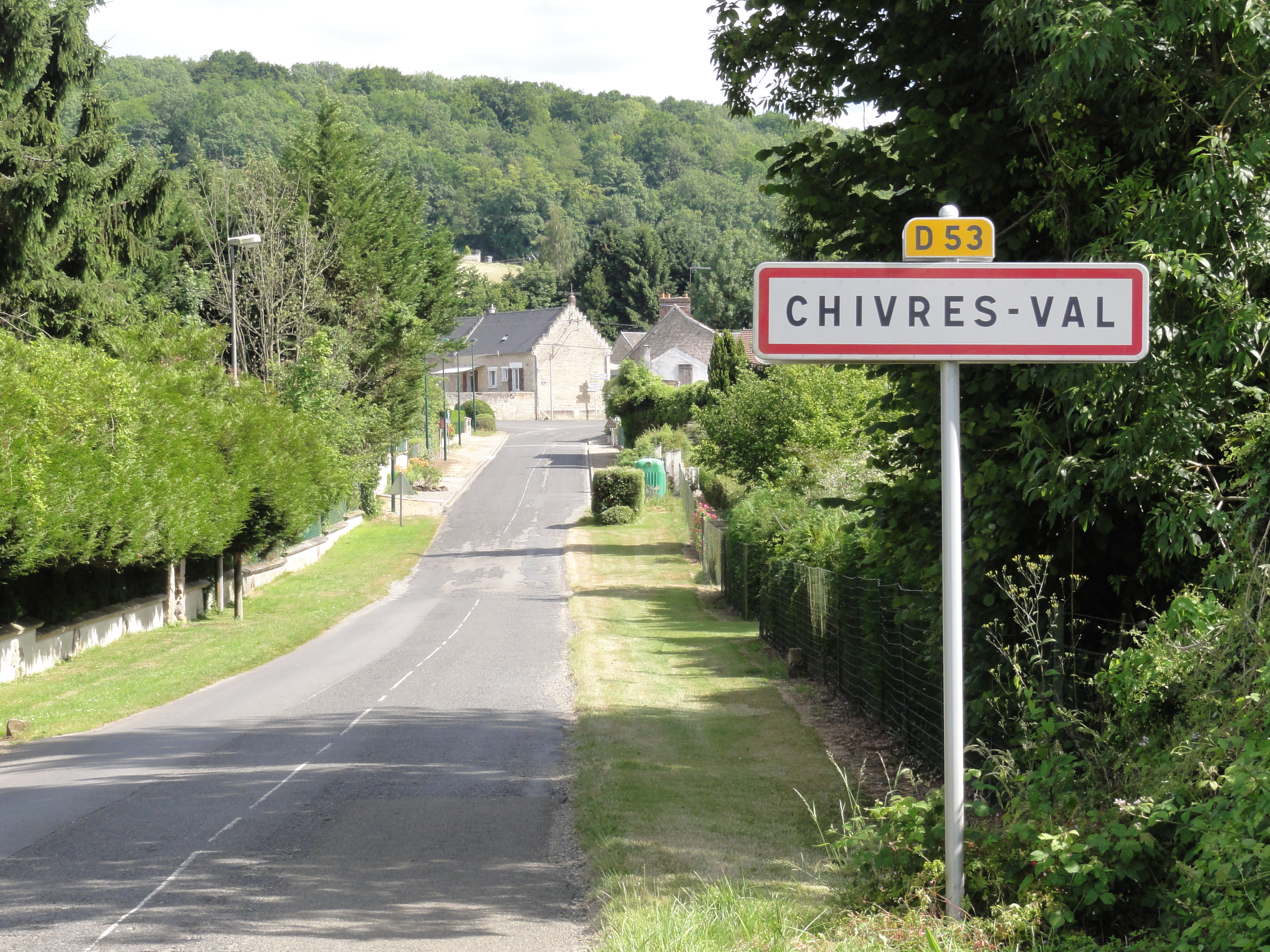
Entrée de Chivres-Val.
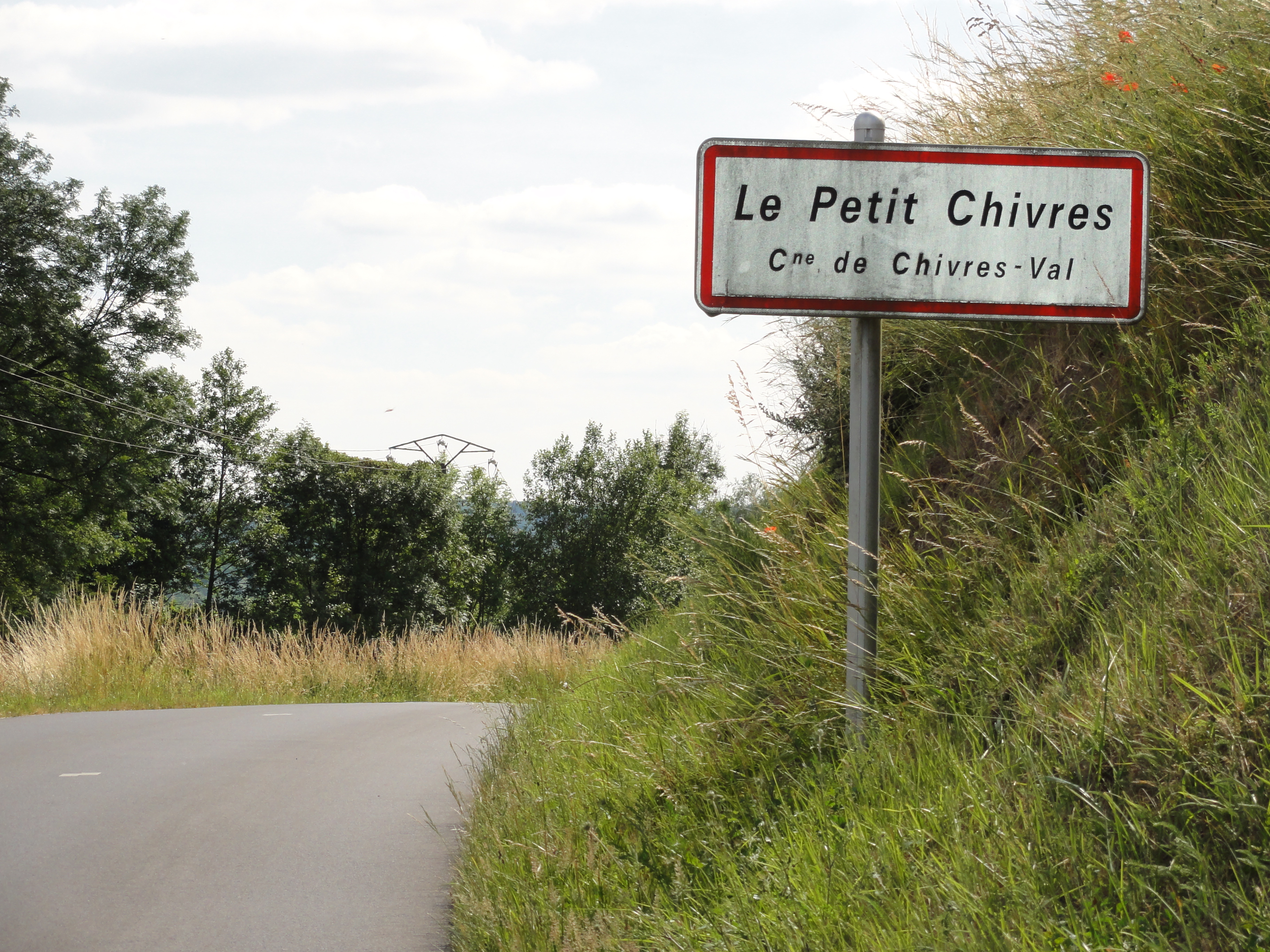
Entrée du Petit Chivres.

### Hydrographie
La commune est située dans le bassin Seine-Normandie. Elle est drainée par le cours d'eau 01 du Marais Maudit, le cours d'eau 01 du Champ des Pleux et le fossé du Jardin de Son,,.

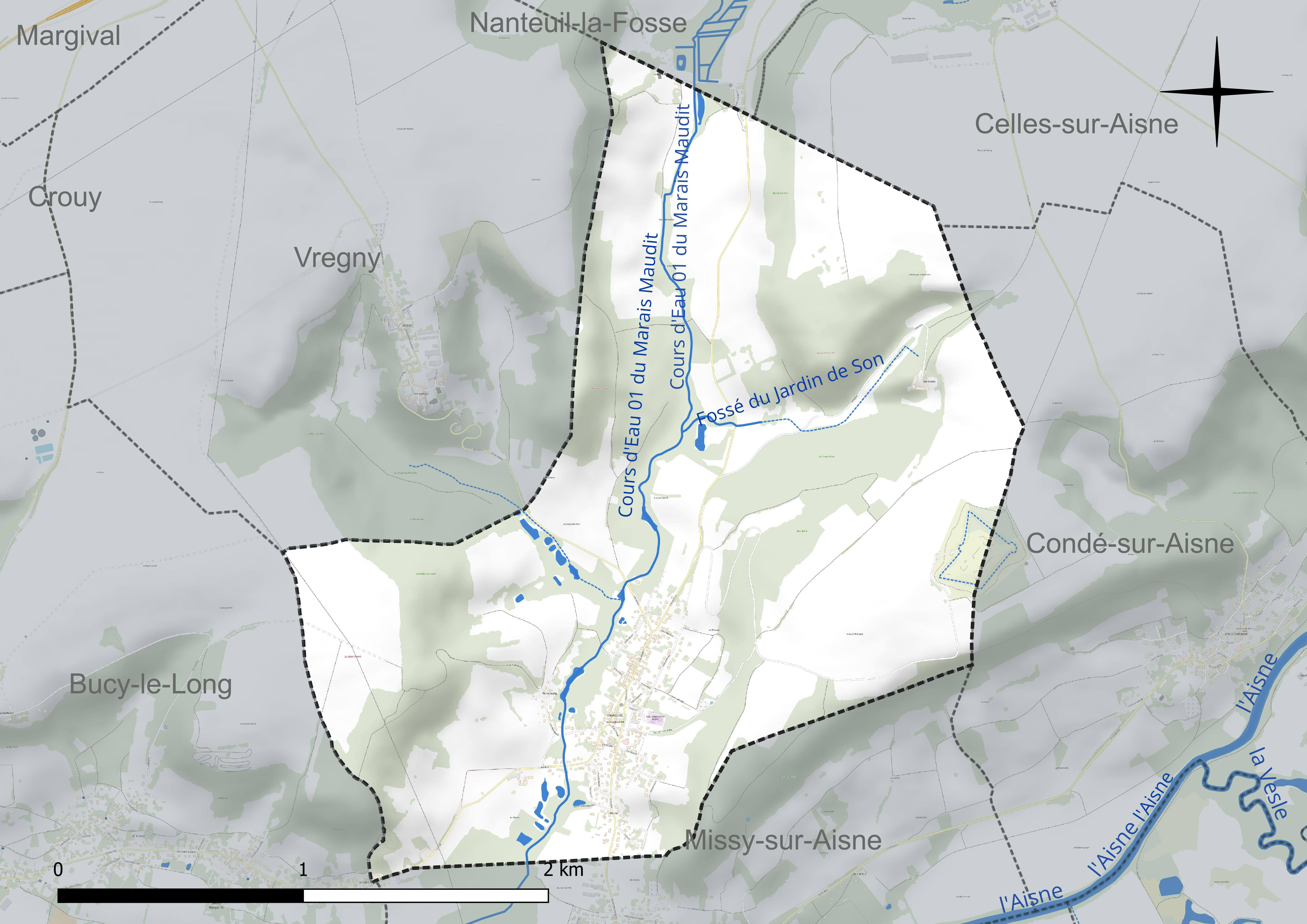
Réseau hydrographique de Chivres-Val.

### Climat
Pour des articles plus généraux, voir Climat des Hauts-de-France et Climat de l'Aisne.
En 2010, le climat de la commune est de type climat océanique dégradé des plaines du Centre et du Nord, selon une étude du CNRS s'appuyant sur une série de données couvrant la période 1971-2000. En 2020, Météo-France publie une typologie des climats de la France métropolitaine dans laquelle la commune est exposée à un climat océanique altéré et est dans la région climatique Nord-est du bassin Parisien, caractérisée par un ensoleillement médiocre, une pluviométrie moyenne régulièrement répartie au cours de l'année et un hiver froid (3 °C).
Pour la période 1971-2000, la température annuelle moyenne est de 10,5 °C, avec  une amplitude thermique annuelle de 15 °C. Le cumul annuel moyen de précipitations est de 735 mm, avec 11,8 jours de précipitations en janvier et 8,8 jours en juillet. Pour la période 1991-2020 la température moyenne annuelle observée sur la station météorologique la plus proche, située sur la commune de Braine à 9 km à vol d'oiseau, est de 11,3 °C et le cumul annuel moyen de précipitations est de 662,7 mm,. Pour l'avenir, les paramètres climatiques de la commune estimés pour 2050 selon différents scénarios d'émission de gaz à effet de serre sont consultables sur un site dédié publié par Météo-France en novembre 2022.

## Urbanisme

### Typologie
Au 1er janvier 2024, Chivres-Val est catégorisée bourg rural, selon la nouvelle grille communale de densité à 7 niveaux définie par l'Insee en 2022.
Elle est située hors unité urbaine. Par ailleurs la commune fait partie de l'aire d'attraction de Soissons, dont elle est une commune de la couronne,. Cette aire, qui regroupe 92 communes, est catégorisée dans les aires de 50 000 à moins de 200 000 habitants,.

### Occupation des sols
L'occupation des sols de la commune, telle qu'elle ressort de la base de données européenne d'occupation biophysique des sols Corine Land Cover (CLC), est marquée par l'importance des territoires agricoles (53 % en 2018), une proportion identique à celle de 1990 (53 %). La répartition détaillée en 2018 est la suivante : 
terres arables (50,6 %), forêts (41,2 %), zones urbanisées (5,8 %), zones agricoles hétérogènes (2,4 %).
L'évolution de l'occupation des sols de la commune et de ses infrastructures peut être observée sur les différentes représentations cartographiques du territoire : la carte de Cassini (XVIIIe siècle), la carte d'état-major (1820-1866) et les cartes ou photos aériennes de l'IGN pour la période actuelle (1950 à aujourd'hui).

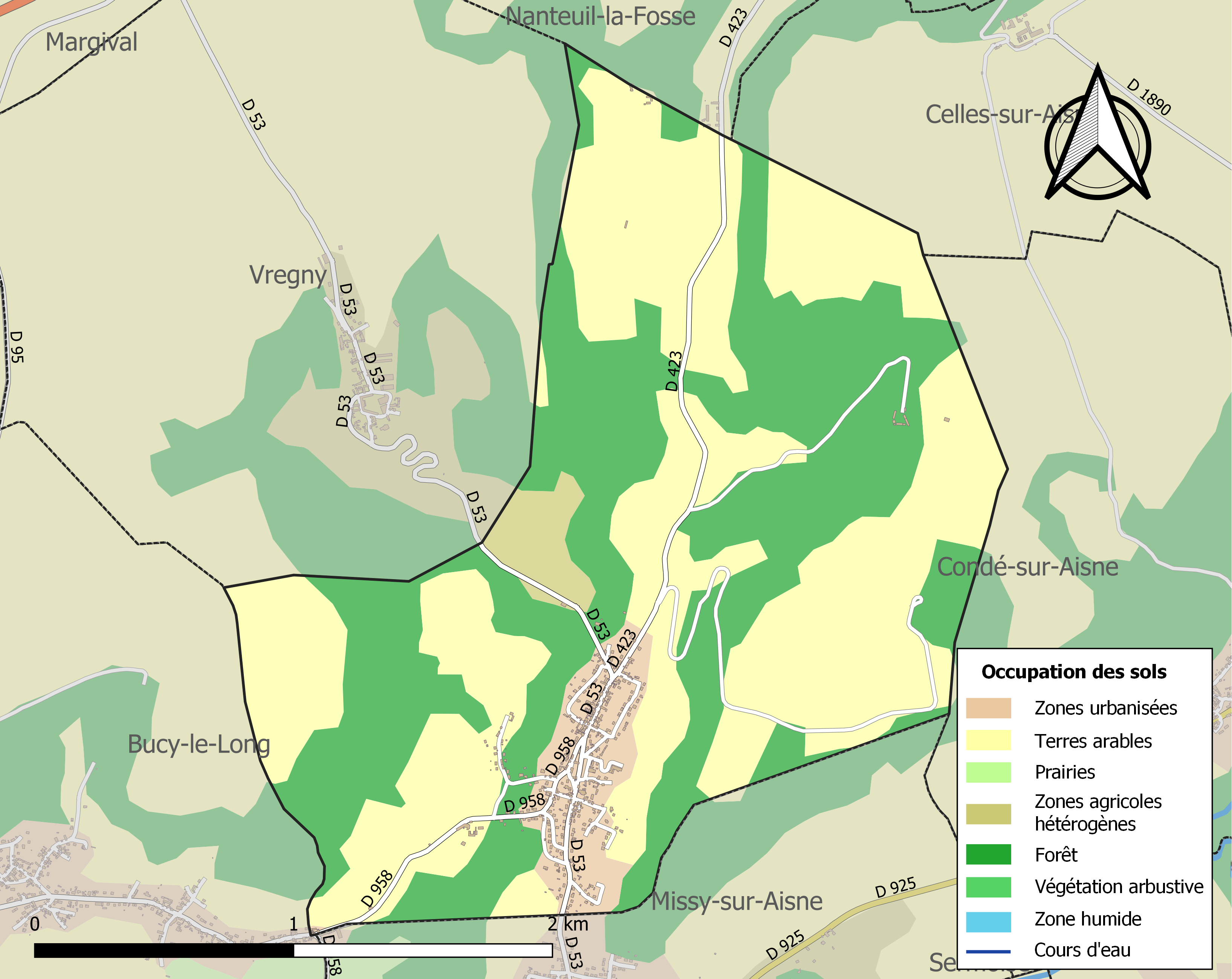
Carte des infrastructures et de l'occupation des sols de la commune en 2018 (CLC).

## Toponymie
Le nom de la localité est attesté sous les formes Capra (877) ; Caprea (893) ; Villa de Chivra (1203) ; Chivre-super-Axonam (1226) ; Villa que dicitur Chivre (1228) ; Chivria (1230) ; Chievre (1265) ; Chivre-sur-Aixne (1560) ; Chyvres (1589).

« Capra en 877 aurait dû aboutir en picard à Quièvre (chèvre), par la suite, adoption d'une forme francienne Chievre, en 1265, réduite à Chivres.
Val :  Le village est situé près de la vallée de l'Aisne.

## Histoire
Les habitants de Chivres-Val sont appelés les Béronais. Au cours de la Seconde Guerre mondiale, le 20 mai 1940, un Potez 63.11 de reconnaissance (n° 430) appartenant à la troisième escadrille du deuxième groupe de la 55e Escadre s'est écrasé sur le territoire de la commune. Deux des trois occupants de l'avion trouvèrent la mort lors du crash de cet appareil : le lieutenant pilote Albert Rambaud et le sous-lieutenant observateur Gaston Brune. Seul survécut le sergent-chef Maurice Sève, mitrailleur radio.
Cet évènement appartient plutôt au patrimoine de Bucy-le-Long, c'est un historien amateur local, Louis Férin qui a reconstitué ce combat aérien et qui a rédigé à ce sujet un petit opuscule publié aux presses Recto Verso à Laon en 2000.

## Politique et administration

### Découpage territorial
La commune de Chivres-Val est membre de la communauté de communes du Val de l'Aisne, un établissement public de coopération intercommunale (EPCI) à fiscalité propre créé le 28 décembre 1994 dont le siège est à Presles-et-Boves. Ce dernier est par ailleurs membre d'autres groupements intercommunaux.
Sur le plan administratif, elle est rattachée à l'arrondissement de Soissons, au département de l'Aisne et à la région Hauts-de-France. Sur le plan électoral, elle dépend du  canton de Fère-en-Tardenois pour l'élection des conseillers départementaux, depuis le redécoupage cantonal de 2014 entré en vigueur en 2015, et de la cinquième circonscription de l'Aisne  pour les élections législatives, depuis le dernier découpage électoral de 2010.

### Administration municipale
| Période                                  | Période                       | Identité          | Étiquette | Qualité                                 |
| ---------------------------------------- | ----------------------------- | ----------------- | --------- | --------------------------------------- |
| Les données manquantes sont à compléter. |                               |                   |           |                                         |
| mars 2001                                | mars 2008                     | Roger Turot       |           |                                         |
| mars 2008                                | mai 2020                      | Albert Pauws      | DVG       | Retraité Réélu pour le mandat 2014-2020 |
| mai 2020                                 | En cours (au 12 juillet 2020) | Vincent Choquenet |           |                                         |

## Démographie
L'évolution du nombre d'habitants est connue à travers les recensements de la population effectués dans la commune depuis 1793. Pour les communes de moins de 10 000 habitants, une enquête de recensement portant sur toute la population est réalisée tous les cinq ans, les populations de référence des années intermédiaires étant quant à elles estimées par interpolation ou extrapolation. Pour la commune, le premier recensement exhaustif entrant dans le cadre du nouveau dispositif a été réalisé en 2006.

En 2022, la commune comptait 532 habitants, en évolution de −1,12 % par rapport à 2016 (Aisne : −1,97 %, France hors Mayotte : +2,11 %).
| 1793 | 1800 | 1806 | 1821 | 1831 | 1836 | 1841 | 1846 | 1851 |
| ---- | ---- | ---- | ---- | ---- | ---- | ---- | ---- | ---- |
| 345  | 391  | 381  | 392  | 394  | 393  | 388  | 383  | 391  |

| 1856 | 1861 | 1866 | 1872 | 1876 | 1881 | 1886 | 1891 | 1896 |
| ---- | ---- | ---- | ---- | ---- | ---- | ---- | ---- | ---- |
| 348  | 364  | 328  | 303  | 286  | 287  | 299  | 270  | 249  |

| 1901 | 1906 | 1911 | 1921 | 1926 | 1931 | 1936 | 1946 | 1954 |
| ---- | ---- | ---- | ---- | ---- | ---- | ---- | ---- | ---- |
| 225  | 237  | 231  | 146  | 195  | 190  | 177  | 204  | 255  |

| 1962 | 1968 | 1975 | 1982 | 1990 | 1999 | 2006 | 2011 | 2016 |
| ---- | ---- | ---- | ---- | ---- | ---- | ---- | ---- | ---- |
| 345  | 385  | 471  | 501  | 596  | 575  | 592  | 584  | 538  |

| 2021 | 2022 | - | - | - | - | - | - | - |
| ---- | ---- | - | - | - | - | - | - | - |
| 527  | 532  | - | - | - | - | - | - | - |

## Culture locale et patrimoine

### Lieux et monuments
- Deux monuments classés aux monuments historiques : 
  - l'église Saint-Georges depuis 1919[26] ;
  - le fort de Condé, qui se partage sur le territoire communal et celui de Condé-sur-Aisne[27].
- Monument aux morts.

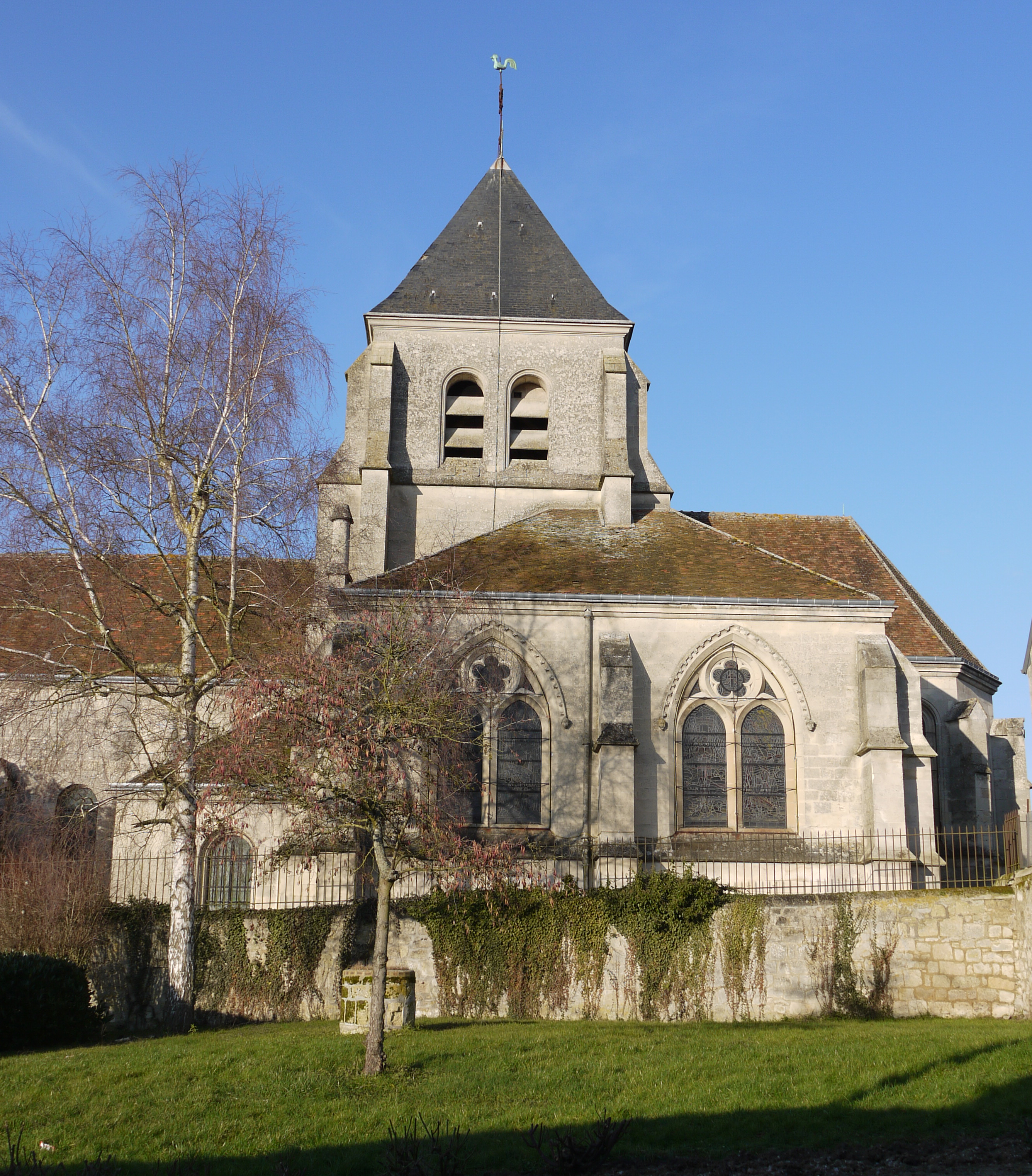
Église Saint-Georges.
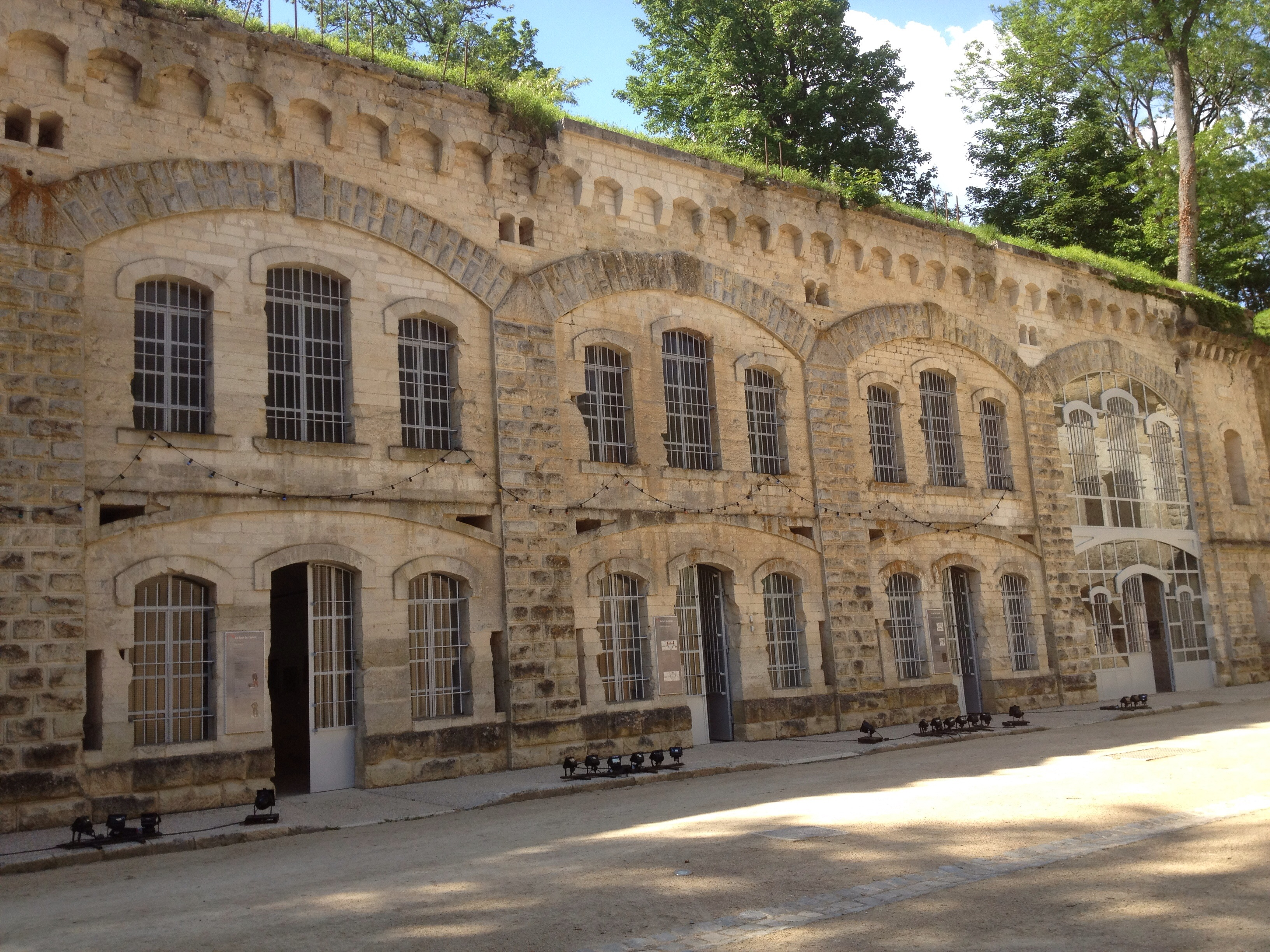
Fort de Condé.

### Héraldique
| Blason de Chivres-Val | Blason  | Écartelé : au 1er une bande chargée de trois bérons [grosses abeilles] volant en bande, au 2e un portail ruiné, au 3e un épi de blé posé en barre, au 4e une croisette. |
| Blason de Chivres-Val | Détails | Émaux non connus. |

## Pour approfondir